# Sogna
Sogna er en flod som dannes ved udløbet af søen Sognevannet i Strømsoddbygda, øverst i Soknedalen i Ringerike kommune i Viken fylke i Norge. Tidligere tider var Soknavassdraget vigtig for tømmerflådningen, som lokalt kaldes brøtning.
Oven for Sognevannet ligger Strømsoddbygdvassdraget som omfatter en række småsøer og de mindre floder Buvasselven (flodstrækningen mellem Buvatnet og Frisvatnet), Frisvasselven, Sandvasselven (flodstrækningen mellem Sandvannet og der hvor floden møder Frisvasselven), Strømsoddelven (dannes hvor Frisvasselven og Sandvasselven mødes og løber ud i den nordlige del af Sognevannet) og Kollsjøvassdraget (sø- og flodstrækningen fra Blankvann ned til Sognevannet).
Fra Sognevannet, som ikke længere er reguleret, løber Sogna ned mod Sokna, hvor den løber sammen med Verkenselven fra Rudsvassdraget. Sogna fortsætter langs dalbunden i Soknedalen, hvor flere småelve løber ud på vejen, ned til udløbet i Nordfjorden i den nordlige del af Tyrifjorden. Ved udløbet (i deltazonen) ligger også det internasjonalt vigtige vådområde Karlsrudtangen naturvernreservat, som er et såkaldt ramsarområde.

## Badepladser
Sogna er i sommertiden en populær badeflod. Den mest populære badeplads er utvivlsomt Heiern (også lokalt kaldt Heiernstranda), ca. 6 km fra Hønefoss langs riksvei 7 mod Hallingdal, men det er også en række andre badepladser langs floden.
60°08′00″N 10°11′00″Ø / 60.1333°N 10.1833°Ø